# کلنیو
شهر کلنیو  در بخش زورزک  در ایالت ارگو در کشور سوئیس  واقع شده‌است که  ۲٬۸۰۰  نفر  جمعیت دارد.